# Gawker Media

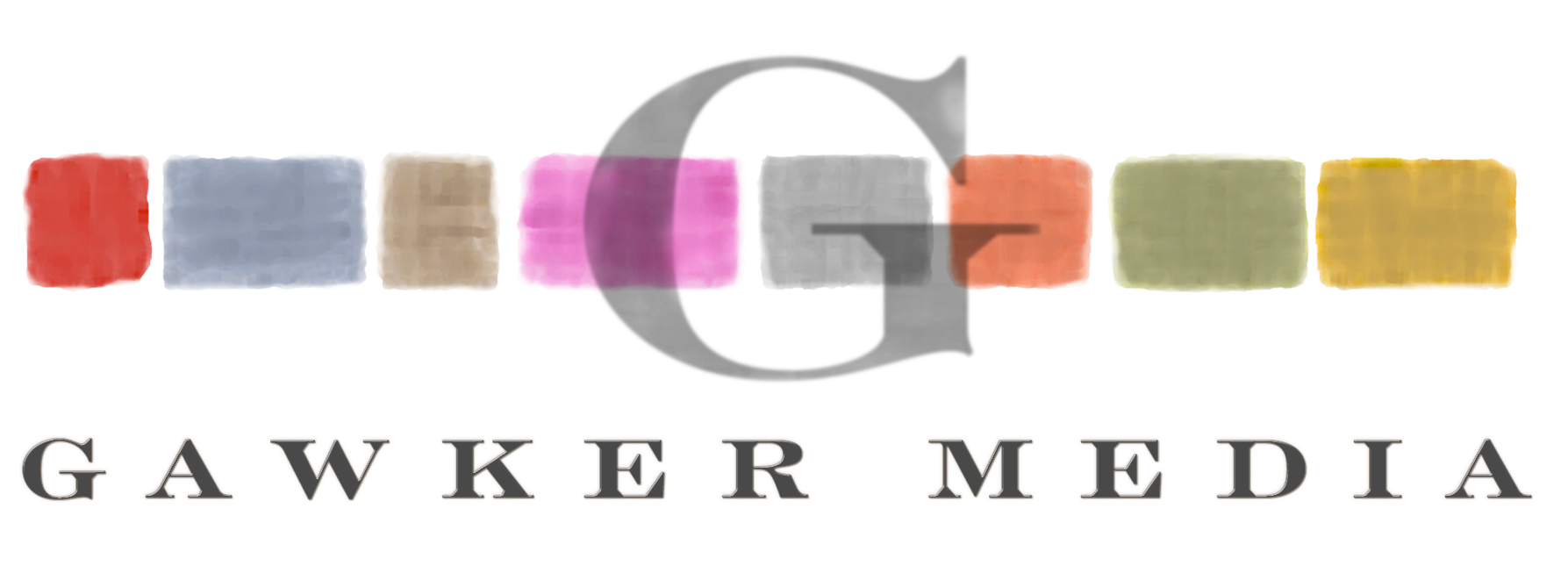
Logo de Gawker Media.

Gawker Media est un ancien groupe de médias en ligne américain et un réseau de blogs, fondé et dirigé par Nick Denton (en) à New York. Parmi les groupes dont l'activité se concentre sur les blogs, il est considéré comme l'un des plus visibles et populaires. Début 2010, la holding possède dix blogs dont Gawker.com, Lifehacker (en), Gizmodo, io9, Kotaku, Gawker.tv et Jezebel. Tous les articles de Gawker sont publiés sous la licence Creative Commons BY-NC.

## Économie
Nick Denton ne détaille pas les finances de Gawker Media, mais a déclaré sur son site personnel que « les blogs apportent plus aux lecteurs qu'aux capitalistes. J'apprécie ce medium, mais j'ai toujours été sceptique quant à leur valeur économique ».
Dans l'édition du New York Magazine du 20 février 2006, David Hauslaib, fondateur du site Jossip, a estimé que les bénéfices tirés de la publicité en ligne sur Gawker.com à 4 000 dollars par jour et un à deux millions de dollars par an.
En 2009, la valeur de Gawker Media était estimée à 300 millions de dollars, dont 60 millions de revenus publicitaires.

## Faillite
Le 22 aout 2016, le site internet principal du groupe, Gawker.com, annonce sa faillite. Il déclare ne pas être en mesure de payer la condamnation à 140 millions de dollars obtenue dans le médiatique procès intenté par Hulk Hogan, et financé par Peter Thiel.